# 드레스트 5세
드레스트 5세(Drest V)는 549년에서 550년 사이 픽트인의 왕이다. 무나트(Munait)의 아들이다.
《픽트 편년사》에서는 드레스트가 탈로르크 2세와 갈람 케날라흐 사이에 1년 재위했다고 한다. 탈로르크의 아버지 이름은 미르콜라흐 외에도 모르델레그(Mordeleg), 무르홀레크(Murtholoic), 모르델레흐(Mordeleth) 등으로 기록되어 있다.

## 참고 자료
- Anderson, Alan Orr, Early Sources of Scottish History A.D 500–1286, volume 1. Reprinted with corrections. Paul Watkins, Stamford, 1990. ISBN 1-871615-03-8
- Pictish Chronicle